# Super Mario 3D Land
Super Mario 3D Land (スーパーマリオ3Dランド, Sūpā Mario Surī Dī Rando) é um jogo eletrônico de plataforma, desenvolvido pela Nintendo Entertainment Analysis & Development e publicado pela Nintendo, lançado em 3 de novembro de 2011 para o Nintendo 3DS. Considerado uma combinação de Super Mario 64, Super Mario Galaxy e New Super Mario Bros., o título usa o giroscópio do console e tem roupas familiares como a de Tanuki, introduzida em Super Mario Bros. 3, além de uma nova, o Mario Bumerangue. Luigi usa uma Roupa de Raposa, em vez de usar uma de Tanuki como Mario. O jogo é baseado em níveis curtos com misturas de 2,5D e 3D.

## Jogabilidade

Captura de tela da primeira fase do jogo. O protagonista "Mario", de vermelho, pula em cima da cabeça de um Goomba.

### Mundos
- World 1 Primeiro mundo é o mais fácil e simples. É um conjunto de colinas floridas, com algumas árvores e canos, com montanhas verdes ao fundo.
- World 2 Uma campina amarela com platôs e o por-do-sol ao fundo. É o segundo mundo.
- World 3 Terceiro mundo, é uma montanha azul florida com um oceano congelado e uma floresta nevada ao fundo. Ele contém seis níveis e uma casa toad.
- World 4 Um prado escuro com cogumelos, vagalumes e cavernas.
- World 5 Um deserto laranja-escuro, com grandes montanhas de pedra e muitos cactos ao fundo.
- World 6 Sexto Mundo, se passa nas nuvens,com muitas montanhas nevadas ao fundo, além de um arco-íris.
- World 7 Sétimo mundo, bem complicado, possuí muitas árvores, rios e plantas cobertas de uma névoa roxa.
- World 8 Uma área vermelha e vulcânica dominada por Bowser, que ergueu castelos, torres e fortes na região.

## Mundos Especiais
Na verdade, os Mundos Especiais São uma versão paralela dos Mundos Normais do Enredo Principal só podem ser Jogados ao Zerar o Jogo. Ao descobrir que Bowser Tinha dominado esses Mundos, Mario ganha o dever de Salvar esses Mundos, derrotar Bowser que retornou como Bowsosso, E pegar todas as Moedas Especiais para seguir, já que no mundo 8 especial cada nivel requer uma certa quantidade de Moedas Especiais,.Os Niveis são mais com Dificuldade, quase todos Tem Medidor de Tempo, e, O Clone Sombrio de Mario, Mario Sombrio, uma copia criada Por Bowser e Kamek, Persegue Mario e Luigi Em Todos os niveis que tem Medidor De Tempo e só pode ser parado caso Seja acertado por Mario e Luigi, Caso estes estejam com a Invencible Star, Ou Terminem o Nivel Isso fica notável no Mundo 8 Special.

## Enredo
Durante uma noite, uma enorme tempestade sopra todas as folhas da Árvore Tanuki e as espalha por vários lugares. Na manhã seguinte, a Princesa Peach vai para fora para ver se a árvore está bem, mas durante sua inspeção, Bowser á sequestra, Mais tarde, Mario e três Toads vão olhar a arvore para a princesa. Eventualmente, eles descobrem que todas as super folhas sumiram. O Toad amarelo percebe uma carta pairando perto da árvore, e o quarteto vai investigar. Mario pega e abre a carta e vê uma foto de Bowser segurando a Princesa Peach com as Super Folhas voando atrás dele. Mario e os Toads, imediatamente correm para salvar a Princesa Peach.
Ao longo de sua aventura, Mario recebe mais cartas sobre situação de Peach, enquanto Bowser transformava seu exercito com as Super Folhas. Peach finalmente tenta escapar de Bowser e seu exército, mas ela logo é recapturada. Mario percorre 8 mundos e derrota Bowser, mas apenas para ser enganado, Bowser escapa com Peach. Mario finalmente encontra o covil de Bowser, mas antes que eles possam batalhar, o chão abaixo deles quebra e caem. Depois de ser perseguido por vários obstáculos, Mario consegue pressionar um botão fazendo a ponte quebrar, e joga Bowser na piscina de lava. Finalmente, Mario e os Toads encontram a Princesa Peach e, usando os poderes Tanuki, trazem-na de volta para seu castelo.
Depois disso, aparece uma carta flutuando no Mundo 1-1. Mario abre a carta, e então aparece a foto de Luigi preso pelos capangas de Bowser. Mario, em seguida, sai para salvar Luigi. Depois de resgatá-lo no Castelo do Mundo Especial 1, ele se torna um personagem jogável.
Mas tarde, os Toads encontram outra carta flutuando, eles abrem a carta, e então aparece a foto de Bowser prendendo a princesa numa jaula novamente, Mario retorna ao castelo dele, e salva a princesa novamente. Quando o jogador coletar todas as medalhas de estrela e terminar todos os níveis com ambos Mario e Luigi e obtendo as bandeiras douradas, é desbloqueado o último nível do jogo a Coroa do Oitavo Mundo Especial. Resultando num total de 95 fases para passar.

## Recepção

Captura de tela do jogo exibida durante seu anúncio na Game Developers Conference 2011.

Super Mario 3D Land tem recebido elogios da crítica universal, com uma classificação média de 90 em 100 no Metacritic baseado em 52 opiniões. O jogo vendeu mais de 343.001 cópias em sua primeira semana no Japão, ajudando a movimentar mais de 145 mil unidades de Nintendo 3DS. Famitsu concedido Super Mario Land 3D uma pontuação de 38/40, louvando em nível de design, acessibilidade para novatos e o uso de 3D.
O IGN deu ao jogo uma pontuação de 9,5 e um prêmio Escolha do Editor, chamando-o de "brilhante e viciante", e afirmando que "jogos 3D nunca foi plenamente realizados antes desta". GamesRadar deu ao jogo uma pontuação de 09/10, elogiando a sua riqueza de conteúdo, embora criticando a inclusão de um botão para correr e alguma dificuldade fácil.
Game Informer deu a Super Mario 3D Land um 9.5/10, dizendo que "faz jus ao nível de qualidade definido pelo entradas anteriores e é facilmente o melhor motivo para possuir um 3DS," e elogiando tanto o uso de um botão de corrida e os efeitos 3D enquanto crítica a "falta de variedade em batalhas contra chefes".
Algumas semanas antes o título, junto com Mario Kart 7, batera a marca de 1 milhão de unidades vendidas no Japão. Super Mario 3D Land bateu mais de 100,000 vendas no mundo em 2013.